# Rezerwat przyrody Brzozowe Bagno koło Czaplinka
Rezerwat przyrody Brzozowe Bagno koło Czaplinka – leśny rezerwat przyrody o powierzchni 58,13 ha leżący w gminie Czaplinek w województwie zachodniopomorskim, w otulinie Drawskiego Parku Krajobrazowego. Utworzony w 2010 roku dla ochrony unikalnych zespołów roślinnych: torfowiska wysokiego typu bałtyckiego, borów i lasów bagiennych oraz rzadkich roślin.
W rezerwacie występują: torfowiec ostrolistny, widłoząb miotlasty, rosiczka okrągłolistna, bagno zwyczajne, modrzewnica zwyczajna, przygiełka biała, borówka bagienna, nowelia krzywolistna, listera jajowata, widłak jałowcowaty, kruszyna pospolita, rokietnik pospolity, bielistka siwa, wełnianka pochwowata, wiciokrzew pomorski i pływacz zwyczajny.
W skład fauny rezerwatu wchodzą: żaba jeziorkowa, żaba moczarowa, żaba trawna, rzekotka drzewna, traszka zwyczajna, ropucha szara, żuraw zwyczajny, słonka zwyczajna, kszyk i brodziec samotny.